# Vélo tout chemin
Pour les articles homonymes, voir VTC.
Pour un article plus général, voir Vélo hybride.

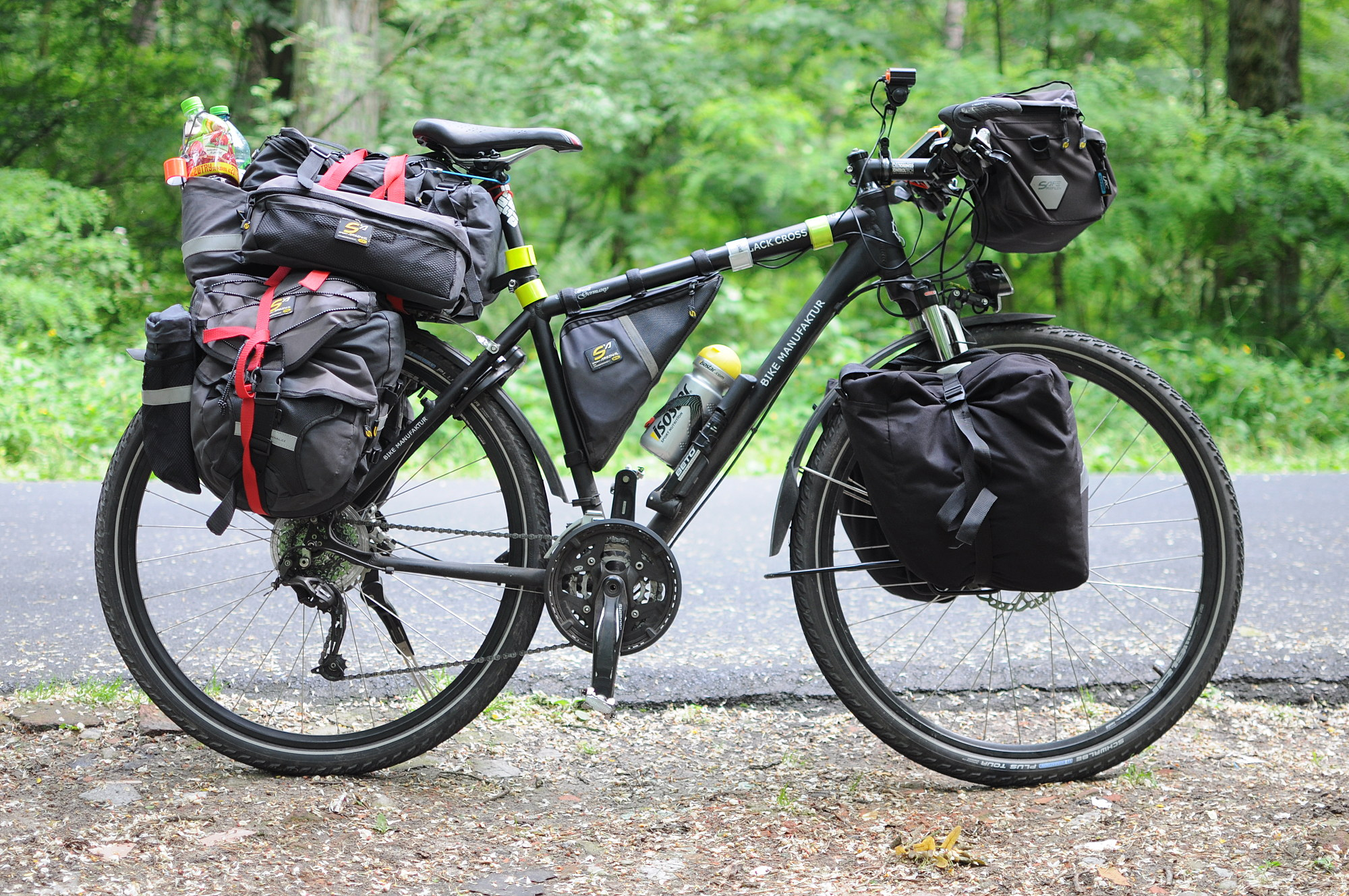
Un VTC équipé pour le voyage

Le vélo tout chemin (abrégé par le sigle VTC), aussi appelé vélo de trekking ou encore vélo de randonnée, est un type de vélo hybride à but utilitaire ou de loisir, qui combine des caractéristiques du vélo de ville et du vélo tout terrain. Un VTC est destiné à être utilisé dans des environnements différents, pour un usage routier, urbain ainsi que sur des chemins et sentiers peu accidentés. Il est donc conçu pour être polyvalent et utilisé aussi bien de manière quotidienne que lors de longs voyages. Populaire en cyclotourisme traditionnel comme en bikepacking, le VTC se distingue du gravel par son cintre plat et son accent mis sur le confort là où le gravel mise sur la vitesse.

## Conception
En général, le VTC est équipé d'un cadre rigide, d'une tige de selle suspendue, d'une fourche télescopique avant à faible débattement et de roues d'un diamètre de 700 mm avec des pneus qui sont plus fins que sur un VTT et sans crampons. L'équipement d'un VTC peut être complété avec un porte-bagages, un éclairage et des garde-boue.
Il existe, comme pour les vélos de ville et tout terrains, des versions avec assistance par moteur électrique placé généralement dans le moyeu arrière (VTCAE). 

## Différences entre VTC et gravel
On trouve, depuis 2016, des vélos hybrides dits gravel reprenant également des éléments issus du VTT. Si le VTC est une hybridation entre le vélo de ville et le VTT, le gravel est quant à lui une hybridation entre le vélo de route et le VTT. Ainsi la configuration du "gravel bike" offre une position du corps plus inclinée que le VTC, sur lequel la position du cycliste est quasiment similaire à celle du VTT. Le gravel a un poids plus léger ce qui garantit un meilleur dynamisme. La plupart des vélos gravel sont équipés de cintre ou de guidon nettement courbé, contrairement aux VTC et VTT. De plus, les gravels sont généralement dotés d'un équipement minimal (pas de garde-boue, d'éclairage...).  

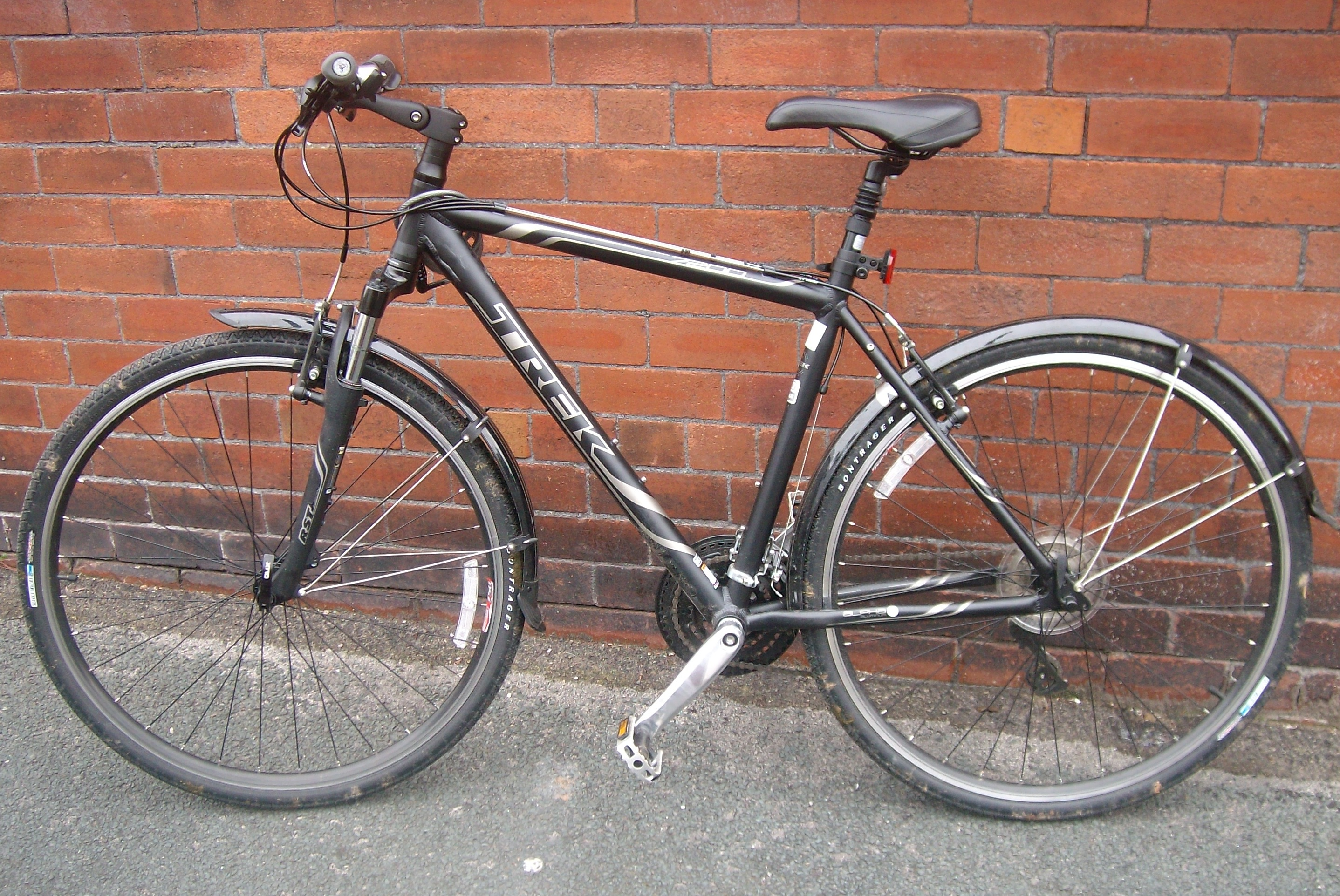
Un vélo tout chemin
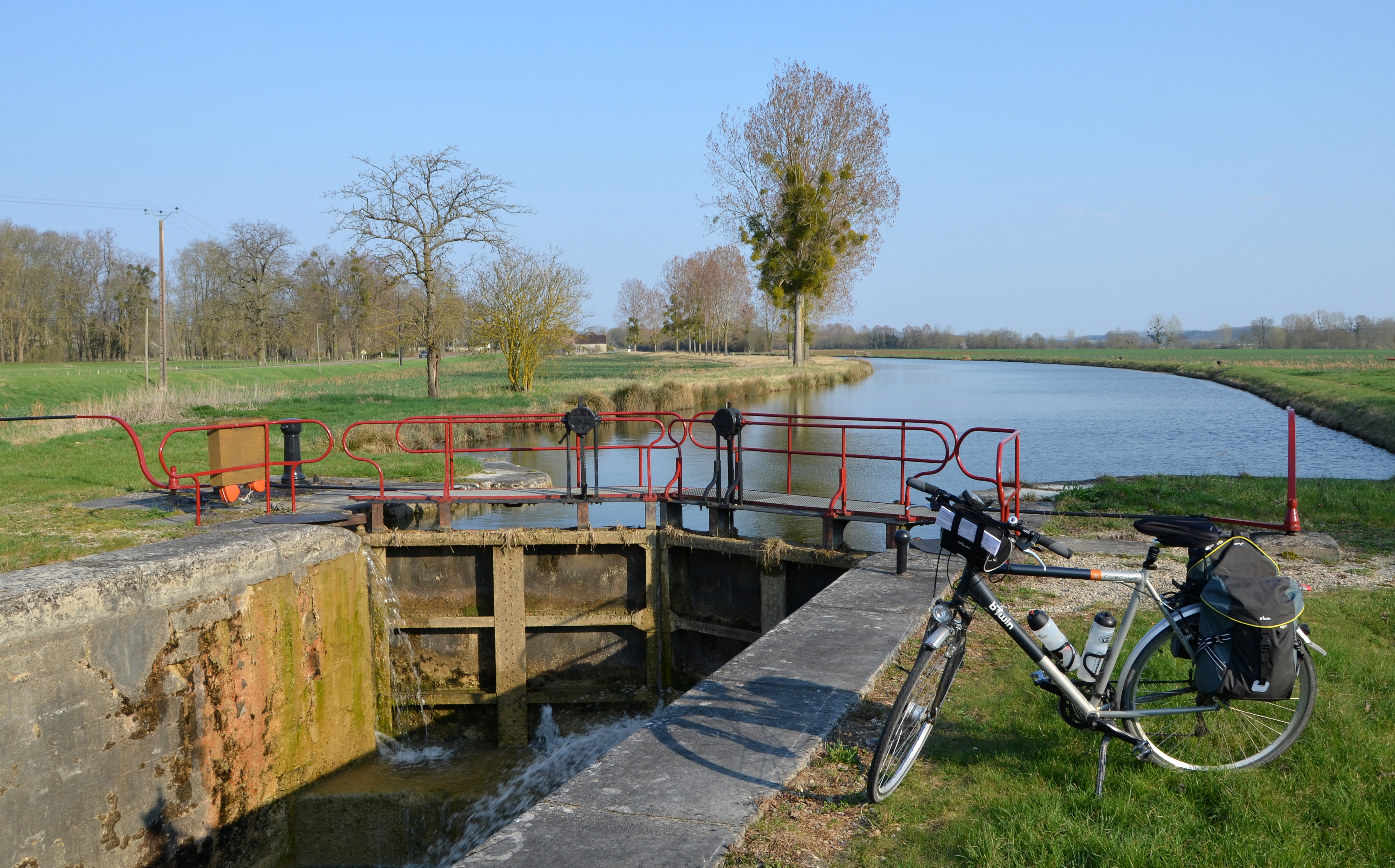
VTC équipé pour la randonnée